# Transmisogynie
Transmisogynie (též psáno jako trans-misogynie) je intersekcí transfobie a misogynie, kterou zažívají trans ženy a transfeminní lidé. Tento termín zavedla Julia Serano ve své knize Whipping Girl ve snaze popsat konkrétní formu útlaku, kterou trans ženy zažívají. V rozhovoru pro The New York Times Serano uvádí, že transmisogynie má kořeny v despektu k ženskosti, která je ve společnosti „zesměšňována ve srovnání s maskulinními zájmy a genderovým vyjádřením“.
Transmisogynie je základním konceptem transfeminismu a pracuje s ní také intersekční feministická teorie. Serano za jedince zažívající transmisogynii nepovažuje pouze transgender osoby, ale i osoby identifikující se jako drag queens.

## Koncepce
Idea transmisogynie vyplývá ze dvou dalších typů společenských předsudků, které Serano v knize Whipping Girl popisuje: tradičního sexismu a opozičního sexismu. Tradiční sexismus lze popsat jako společenský jev, kdy „mužství a maskulinita jsou považovány za nadřazené ženskosti a feminitě“. Opoziční sexismus je přesvědčení, že muž a žena jsou „rigidní, vzájemně se vylučující kategorie“. Transmisogynie má základ v kombinaci obou těchto konceptů.
Podle Serano je aspektem transmisogynie fakt, že existence trans žen představuje hrozbu pro „genderovou hierarchii, na jejímž vrcholu jsou muži“. Genderová teoretička Judith Butlerová uvádí, že vražda transgender žen muži je „nejtoxičtější možnou formou maskulinity“. Jedná se podle ní o způsob, jakým vrah může okamžitě prokázat moc nad obětí v případě, že je idea neměnné povahy jeho moci (t.j. maskulinity) ohrožena. Podle Butlerové trans ženy tím, že se maskulinity vzdaly, ukazují, že nejde o neměnnou vlastnost.

## Příklady

### Spojené státy americké
Transgender ženy čelí horší diskriminaci než ostatní transgender lidé. Studie zkoumající zkušenosti lidí po změně pohlaví na pracovišti zjistila, že trans ženám se plat sníží v průměru o třetinu, jsou méně respektovány a jsou více často obtěžovány. Na druhou stranu, trans muži zažívají mírné zvýšení platu a větší autoritu na pracovišti.
Trans lidé jsou oběťmi neúměrně velkého množství trestných činů z nenávisti, přičemž většinu těchto trestných činů zažívají trans ženy. Americká Národní koalice programů proti násilí v roce 2012 zjistila, že transgender lidé se stávají obětí policejního násilí 3,32krát častěji než cisgender lidé, zatímco specificky trans ženy jsou oběťmi 2,90krát častěji než všichni lidé (cisgender i transgender), kteří nejsou trans ženami. Dále bylo zjištěno, že více než polovina všech obětí vražd LGBTQ lidí byly transgender ženy.
Ve Spojených státech je transmisogynie primárně zaměřena na trans ženy jiné než bílé barvy pleti. Nadace Human Rights Campaign uvádí významný překryv mezi genderovou identitou a rasou obětí násilí na trans lidech: ze všech známých vražd transgender lidí v letech 2013 až 2018 byly trans ženy obětí v téměř 90 % případů a černošské trans ženy v přibližně 70 % případů.  Dále bylo v roce 2017 zjištěno, že 21 % transgender žen a 47 % černošských transgender žen zažilo uvěznění, což je míra mnohem vyšší než u celkové populace USA. Transmisogynie specificky proti černošským transgender ženám se nazývá transmisogynoir.

## Sexualizace a sexuální obtěžování
Julia Serano tvrdí, že mnoho trans žen zažívá další úroveň misogynie ve formě fetišizace. Poznamenává, že i po genderové tranzici jsou trans ženy stále často vnímány jako muži, nicméně v sexualizovaném kontextu jsou takto vnímané málokdy. V sexuálním průmyslu, jehož cílovým publikem jsou primárně heterosexuální muži, jsou trans ženy z velké části prezentovány jako sexuální objekty spíše než jako agresoři.
Podle Serano není nadměrná sexualizace trans žen pouze efektem toho, že transgender ženy jsou relativně vzácné a tedy viděny jako „exotické“: poznamenává, že trans ženy jsou více sexualizovány i ve srovnání s jinými typy „vzácných“ žen.  Vysvětlení vidí v konceptu, který nazývá „dichotomie predátor – kořist“, tedy v tom, že v sexuálním kontextu jsou „muži viděni jako predátoři a ženy jako kořist“. Kvůli tomuto pohledu jsou trans ženy vnímány jako schválně lákající muže tím, že samy sebe přeměňují v sexuální objekt.
Transmisogynní násilí a sexuální obtěžování zaměřené na transfeminní jedince je často pácháno spíše cizími lidmi než někým, koho oběť zná, a často zahrnuje pouliční obtěžování (tzv. catcalling) a další formy verbálního napadání.

## Vztah k transfobii
Transmisogynie je odlišná od transfobie v tom, že se transmisogynie zaměřuje hlavně na trans ženy a jiné transgender jedince, kteří vyjadřují ženskost, zatímco transfobie je obecnější pojem, který pokrývá širší spektrum předsudků a diskriminace vůči transsexuálním a transgender jedincům. Julia Serano píše, že „když se většina vtipů na úkor trans lidí soustředí na ‚muže v šatech‘ nebo ‚muže, kteří si chtějí uříznout penis‘, není to transfobie – je to transmisogynie. Když je většina násilí a sexuálních útoků spáchaných na trans lidech namířena proti trans ženám, není to transfobie – je to transmisogynie."

## Transmisogynie a duševní zdraví
Negativní postoje a agrese, které cisgender lidé vůči transgender lidem chovají, mohou vést k mikroagresím a diskriminaci. Setká-li se s nimi trans jedinec, může to poškodit jeho duševní a fyzické zdraví. Výzkum ukázal značné rozdíly v otázkách duševního zdraví trans, genderově diverzních a genderově nekonformních dětmí ve srovnání s cisgender mládeží. Diskriminace a agrese na základě genderu vedly k nárůstu sebevražd a pokusů o sebevraždu u trans mládeže. Tyto nepříznivé důsledky nezpůsobují jen jejich vrstevníci, ale také systémová diskriminace, jako jsou zákazy používání správných školních toalet nebo odepření přístupu k medikální tranzici. Pokračující nespravedlnost a předsudky vytváří pro transgender lidi nebezpečné sociální prostředí.